# Parafia Niepokalanego Serca Najświętszej Maryi Panny w Pawłosiowie
Parafia Niepokalanego Serca Najświętszej Maryi Panny w Pawłosiowie – parafia rzymskokatolicka znajdująca się w archidiecezji przemyskiej w dekanacie Jarosław I.

## Historia
Pawłosiów najpierw należał do jarosławskiej Kolegiaty, a od 1970 roku do parafii Matki Bożej Bolesnej. 1 listopada 1974 roku bp Tadeusz Błaszkiewicz poświęcił prowizoryczną kaplicę. 
25 sierpnia 1975 roku dekretem bpa Ignacego Tokarczuka, została erygowana parafia pw. Niepokalanego Serca Najświętszej Maryi Panny, która wówczas liczyła 2200 wiernych. W latach 1975–1978 starano się o pozwolenie na budowę kościoła. W latach 1980–1988 trwała budowa kościoła i domu parafialnego. 13 listopada 1988 roku bp Ignacy Tokarczuk poświęcił nowy kościół. Mieszkańcy parafii Blizne ofiarowali zabytkowy obraz Matki Bożej Sokalskiej. 
Na terenie parafii jest 1 905 wiernych (w tym: Pawłosiów – 1 688, Widna Góra (część) – 217).
Proboszczowie parafii
1975–1977. ks. Stanisław Stodolak.
1977–1993. ks. Andrzej Chęć.
1993–1995. ks. Stanisław Janusz.
1995– 2020 ks. prał. Jan Jagustyn.
2020–nadal ks. Tadeusz Urban